# Collinson Ridge
Il Collinson Ridge è uno sperone antartico di nuda roccia, situato a nord dell'Halfmoon Bluff nella parte nordoccidentale delle Cumulus Hills, nei Monti della Regina Maud, in Antartide.   
Lo sperone è stato mappato dall'United States Geological Survey sulla base di rilevazioni e foto aeree scattate dalla U.S. Navy nel periodo 1960-64.
La denominazione è stata assegnata dall'Advisory Committee on Antarctic Names (US-ACAN) in onore del professor James W. Collinson, dell'Ohio State University, membro della spedizione geologica dell'Institute of Polar Studies, che aveva lavorato in questo sperone nel 1970-71.